# Papaipema luteipicta
Papaipema luteipicta là một loài bướm đêm trong họ Noctuidae.